# Pedro Ruiz Torres
Pedro Ruiz Torres (Elche, 1951) es un historiador español. Catedrático de Historia Contemporánea de la Universidad de Valencia, desempeñó el Rectorado de esta en el periodo 1994-2002.

## Biografía
Nacido en Elche en 1951, es desde 1988 académico correspondiente en Valencia de la Real Academia de la Historia.
Ocupó el cargo de rector de la Universidad de Valencia desde el 20 de junio de 1994 hasta abril del 2002.
En 2004 le fue otorgada la Creu de Sant Jordi. Es autor del volumen 5 de la Historia de España de Marcial Pons, titulado Reformismo e Ilustración (2005), que aborda el siglo XVIII en España.

## Obras
- Estudios sobre la revolución burguesa en España (1979)
- Señores y propietarios. Cambio social en el sur del País Valenciano, 1650-1850 (1981)
- España en el siglo XVIII
- Història del País Valencià. Època contemporània (1990)
- La época de la razón
- Europa en su historia (1993)
- Reformas y políticas agrarias en la historia de España
- Nacionalismo e historia
- Universitat i compromís social
- Discursos sobre la historia
- The Political Uses of the Past
- La Ilustración y las ciencias. Para una historia de la objetividad